# Ioann (Choma)
Ioann (světským jménem: Lev Danilovič Choma; * 25. března 1963, Kolbajevyči) je ukrajinský duchovní Běloruské pravoslavné církve a arcibiskup brestský a kobrynský.

## Život
Narodil se 25. března 1963 ve vesnici Kolbajevyči Lvovské oblasti.
Po střední škole sloužil v řadách Sovětské armády.
Od února do srpna 1985 pracoval v minské eparchiální správě. Stejného roku nastoupil na Moskevský duchovní seminář, poté pokračoval v dálkovém studiu na Moskevské duchovní akademii.
Od roku 1990 byl sekretářem metropolity minského.
Od srpna 1992 přednášel na Minském duchovním semináři.
Dne 15. prosince 1992 byl postřižen na monacha se jménem Ioann na počest svatého Jana Damašského.
Dne 3. ledna 1993 byl rukopoložen na hierodiakona a 20. června na jeromonacha. Stal se duchovním chrámu Běloruských svatých při minské eparchiální správě. Od července 1994 byl jeho představeným a sekretářem eparchiální správy.
Roku 1995 byl na Velikonoce povýšen na igumena a 4. prosince 1995 na archimandritu.
Dne 13. března 2002 jej Svatý synod zvolil biskupem borisovským a vikářem minské eparchie. Dne 30. března byl oficiálně jmenován biskupem a o den později proběhla jeho biskupská chirotonie. Světiteli byli metropolita minský a slucký Filaret (Vachromejev), arcibiskup vitebský a oršanský Dimitrij (Drozdov), arcibiskup pinský a luniněcký Scjafan (Korzun), arcibiskup homelský a žlobinský Arystarch (Stankevič), biskup turovský a mozyrský Pjotr (Karpusjuk), biskup grodněnský a volkovyský Arcemij (Kiščanka), biskup novogrodecký a lidský Gurij (Apalka), biskup polocký a hlybokajecký Feodosij (Bilčenko), biskup białystocký a gdaňský Jakub (Kostiuczuk) (Polská pravoslavná církev), biskup brestský a kobrynský Safronij (Juščuk), biskup perejaslav-chmelnycký Mytrofan (Jurčuk) a biskup baltský Serafim (Melkoňan).
Dne 7. října 2002 byl ustanoven biskupem brestským a kobrynským.
Dne 20. listopadu 2016 byl povýšen na arcibiskupa.
Od 12. května do 2. června 2022 dočasně spravoval pinskou eparchii.